# Guiliouï
La Guiliouï (en russe : Гилю́й) est une rivière qui coule dans l'oblast d'Amour, en Russie et un affluent de rive droite de la Zeïa, donc un sous-affluent de l'Amour

## Géographie
La Guiliouï à une longueur de 545 km et draine un bassin versant de 22 500 km2. La rivière prend sa source sur les pentes méridionales des monts Stanovoï, arrose la ville de Tynda puis coule en direction du sud-est et débouche dans le réservoir de la Zeïa.
Ses principaux affluents sont : le Mogot et la Tynda.